# Хамакадзе (1940)
Хамакадзе (Hamakaze, яп. 浜風) — ескадрений міноносець Імперського флоту Японії, який брав участь у Другій світовій війні.
Корабель, який став сімнадцятим (за датою закладання) серед есмінців типу «Кагеро», спорудили у 1941 році на верфі Uraga Dock.
На момент вступу Японії до Другої світової війни Хамакадзе належав до 17-ї дивізії ескадрених міноносців, яка в межах підготовки до нападу на Перл-Гарбор перейшла 18—22 листопада з Саєкі (острів Кюсю) до острова Еторофу (Ітуруп) в Курильському архіпелазі. Звідси кораблі дивізії вирушили у складі охорони ударного авіаносного з'єднання адмірала Нагумо, яке 7 грудня завдало удару по головній базі Тихоокеанського флоту США. 24 грудня Хамакадзе прибув до Куре.
8—14 січня 1942-го Хамакадзе та ще 8 есмінців і легкий крейсер здійснили перехід разом зі з'єднанням із 4 авіаносців до атола Трук в центральній частині Каролінських островів (ще до війни тут створили потужну базу японського ВМФ, з якої до лютого 1944-го провадили операції у цілому ряді архіпелагів). Метою походу була підтримка вторгнення до архіпелагу Бісмарка, в межах якої 17 січня з'єднання полишило Трук та попрямувало на південь, завдавши 20 січня авіаудар по Рабаулу на острові Нова Британія (після швидкого захоплення японським десантом тут створять головну передову базу, з якої наступні два роки провадитимуться операції на Соломонових островах та сході Нової Гвінеї). 27 січня Хамакадзе повернувся на Трук.
1 лютого 1942-го Хамакадзе вийшов у складі охорони трьох авіаносців (один напередодні відбув у Японію по нові літаки), які без успіху спробували наздогнати американську авіаносну групу, що того дня завдала удару по Маршаллових островах, а потім попрямували на Палау (важлива база на заході Каролінських островів).
15 лютого 1942-го Хамакадзе, ще 7 есмінців та легкий крейсер вийшли з Палау для супроводу ударного з'єднання (3 авіаносці, 2 важкі крейсери), що 19 лютого завдало удару по австралійському Порт-Дарвін. 21 лютого загін прибув до затоки Старінг-Бей (північно-східний півострів острова Целебес).
25 лютого 1942-го Хамакадзе разом з 11 іншими есмінцями та легким крейсером вирушили зі Старінг-Бей у складі охорони з'єднання, яке включало 4 авіаносці, 4 лінкори та 5 важких крейсерів. Завданням цих сил була підтримка вторгнення на Яву та перехоплення ворожих кораблів, що спробують полишити острів. 7 березня Хамакадзе разом зі ще 3 есмінцями прикривали 2 лінкори, які провели бомбардування острова Різдва (за три сотні кілометрів на південь від Яви). 11 березня Ісокадзе повернувся до Старінг-Бей.
27 березня 1942-го Хамакадзе, ще 10 есмінців та легкий крейсер попрямували зі Старінг-Бей для охорони ударного з'єднання, що вийшло у великий рейд до Індійського океану та включало 5 авіаносців, 4 лінкори та 2 важкі крейсери. 9 квітня японські авіаносці провели останній великий бій цієї операції і невдовзі з'єднання попрямувало до Японії для відновлювального ремонту ряду основних кораблів. 27 квітня Хамакадзе досягнув Куре, де став на нетривалий доковий ремонт.
27 травня 1942-го Хамакадзе та ще 10 есмінців і легкий крейсер вийшли в море в межах мідвейської операції, виконуючи завдання з ескортування ударного авіаносного з'єднання — «Кідо Бутай». 4 червня «Кідо Бутай» зазнало нищівної поразки у битві при Мідвеї, при цьому Хамакадзе разом з есмінцем «Ісокадзе» надавав допомогу пошкодженому авіаносцю «Сорю» та знімав з нього екіпаж (а потім «Ісокадзе» добив «Сорю» торпедами). У підсумку вцілілі кораблі з'єднання повернулись до Куре.
7 серпня 1942-го союзники висадились на сході Соломонових островів, що започаткувало шестимісячну битву за Гуадалканал та змусило японське командування перекидати сюди підкріплення. Як наслідок, вже 8 серпня Хамакадзе та інші есмінці його дивізії вийшли з Куре та попрямували до Океанії, при цьому Хамакадзе та ще 2 есмінці 14 серпня прибули на атол Трук у центральній частині Каролінських островів (тут ще до війни створили потужну базу японського ВМФ, з якої до лютого 1944-го провадились операції у цілому ряді архіпелагів). 16 серпня Хамакадзе та 5 інших есмінців вийшли з Труку для доставки підкріплень на Гуадалканал. 19 серпня японські піхотинці були висаджені на острові, а за дві доби майже усі загинули в бою біля річки Тенару. Що стосується Хамакадзе, то він 20 серпня прибув до Рабаула — головної передової бази в архіпелазі Бісмарка, з якої здійснювались операції на Соломонових островах та сході Нової Гвінеї.
24 серпня 1942-го Хамакадзе та ще 2 есмінці й 2 легкі крейсери вийшли з Рабаула для прикриття десанту в затоку Мілн-Бей на південно-східному завершенні Нової Гвінеї. Висадка відбулась 26 серпня, після чого кораблі повернулись до Рабаула. Тим часом у Мілн-Бей японці неочікувано зустрілись на суходолі із сильним спротивом, і 31 серпня — 2 вересня Хамакадзе виходив для прикриття доставки підкріплень, а 5—7 вересня для прикриття евакуації залишків десанту.
14 вересня 1942-го Хамакадзе перейшов з Рабаулу до якірної стоянки Шортленд — прикритої групою невеликих островів Шортленд акваторії біля південного завершення острова Бугенвіль, де зазвичай відстоювались бойові кораблі та перевалювались вантажі для подальшої відправки далі на схід Соломонових островів. 16 та 18 вересня він виходив звідси для прикриття транспортних рейсів на Гуадалканал, а 21 вересня сам виконав такий рейс. 24—27 вересня Хамакадзе супроводив конвой з Шортленду на Трук.
11 жовтня 1942-го з Труку вийшло кілька з'єднань японського флоту, які розпочали патрулювання північніше від Соломонових островів в межах підтримки операцій на Гуадалканалі (обстріл аеродрому Гендерсон-Філд, проведення 1-го штурмового конвою до Тассафаронга). Хамакадзе та ще 7 есмінців охороняли при цьому загін адмірала Нагумо, який мав 2 авіаносці, і легкий авіаносець та 13 важких крейсерів. В останній декаді жовтня відбулась битва авіаносних з'єднань біля островів Санта-Круз, а 30 жовтня остання група японських авіаносців повернулась на Трук.
2—7 листопада 1942-го Хамакадзе та ще 2 есмінці супроводили легкий авіаносець «Дзуйхо» та важкий крейсер «Кумано» з Труку до Японії, після чого Хамакадзе пройшов короткочасний ремонт. 30 листопада — 10 грудня Хамакадзе разом зі ще одним есмінцем ескортували важкі крейсери «Мьоко» та «Хагуро», які доправили з Йокосуки до Рабаула бійців морської піхоти, а після розвантаження прибули на Трук.
16—20 грудня 1943-го Ісокадзе та ще один есмінець і легкий крейсер здійснили вихід з Труку до моря Бісмарка для охорони авіаносця «Дзюнйо». Це було складовою частиною операції з підсилення японської присутності на північному узбережжі Нової Гвінеї, яка включала проведення конвоїв до Веваку та Мадангу і зайняття Порт-Холландія.
25—28 грудня 1942-го Хамакадзе перейшов з Труку до Рабаула, а з 5 до 10 січня 1943-го його разом зі ще чотирма есмінцями залучили для проведення конвою постачання з Рабаулу на Нову Гвінею до Лае (у глибині затоки Хуон), при цьому під час операції були втрачені 2 із 5 транспортів.
13 січня 1943-го Хамакадзе повернувся на Шортленд та 15 січня здійснив транспортний рейс до Гуадалканалу. При цьому внаслідок атаки літаків есмінець зазнав певних пошкоджень та з 16 по 26 січня перебував у Рабаулі для ремонта, після чого повернувся на Шортленд.
На цей момент японське командування вже ухвалило рішення про евакуацію військ з Гудалканалу, як наслідок, 1 та 4 лютого Хамакадзе здійснив рейси для вивозу гарнізону Гуадалканалу (всього у цій операції залучили 20 есмінців). 7 лютого Хамакадзе прикривав евакуацію з невеличких островів Рассел, що лежать за п'ять десятків кілометрів на північний захід від Гуадалканалу, при цьому він зазнав пошкодження від влучання бомби в передню установку головного калібру. 15—19 лютого есмінець перейшов на Трук та став тут на ремонт. З 6 по 16 березня Хамакадзе пройшов для повноцінного ремонту до Японії, при цьому він вів на буксирі есмінець «Мітісіо»(зазнав пошкодження ще 13 листопада при бомбардуванні біля Шортленда), а есмінець «Майкадзе» забезпечував їх охорону (щонайменше до Сайпана їх охороняв також ще один корабель цього класу «Уракадзе»).
16—21 червня 1943-го Хамакадзе разом зі ще 8 есмінцями ескортували з Йокосуки на Трук значний загін, який включав 1 легкий та 2 ескортні авіаносці, 2 лінкори та 1 важкий крейсер. 22—25 червня 1943-го Хамакадзе та ще один есмінець супроводили легкі крейсери «Нака» та «Ісудзу», що доставляли підкріплення до острова Науру, після чого Хамакадзе приєднався до загону з іншого легкого крейсера «Нагара» та есмінця і 16—21 червня здійснив зворотний перехід на Трук.
30 червня 1943-го американці висадились на островах Нью-Джорджія у центральній частині Соломонових островів, що започаткувало тримісячну битву. Як наслідок, того ж дня з Труку на південь рушив важкий крейсер «Тьокай», який прямував у супроводі Хамакадзе та ще одного есмінця і 2 липня прибув до Рабаула. Невдовзі після цього Хамакадзе пройшов на Шортленд, звідки 5 липня у складі загону із 10 есмінців вийшов у рейс до Коломбангари (центральна частина архіпелагу Нью-Джорджія). Це призвело до битви в затоці Кула, втім, Хамакадзе не взяв у ній участь, оскільки належав до транспортної групи.
9 липня 1943-го есмінець здійснив рейс до Коломбангари у складі групи прикриття. Таку саме функцію він виконував і 12 числа, коли рушив на схід разом з 9 іншими есмінцями. У ніч проти 13 липня їм довелось вступити у бій з ворожим загоном, відомий як битва при Коломбангарі. У ній Хамакадзе разом з іншими кораблями взяв участь у торпедній атаці, унаслідок якої був потоплений есмінець «Гвін» та пошкоджені легкі крейсери «Гонолулу» та «Сент-Луїс».
19 липня 1943-го Хамакадзе вийшов з Шортленду, щоб разом з 3 іншими есмінцями та легким крейсером супроводжувати 3 важкі крейсери з Рабаула (одним з них був нещодавно згаданий «Тьокай»), завданням яких був пошук ворожих сил, а також прикриття ще 3 есмінців, що доставляли підкріплення в район бойових дій. У ніч проти 20 липня в районі Коломбангари загін став ціллю для ворожих бомбардувальників, які скинули бомби за показаннями радарів. Як результат 2 есмінці затонуло, а 2 важкі крейсери зазнали пошкоджень. 20 липня Хамакадзе повернувся на Шортленд (а важкі крейсери 21 липня — у Рабаул).
23 липня 1943-го Хамакадзе здійснив рейс з підкріпленням на Коломбангару, а потім перейшов до Рабаулу та 26—29 липня супроводив звідси конвой на Трук. 10—14 серпня Хамакадзе ескортував у зворотному напрямку танкер «Геньо-Мару», а 17—18 серпня 1943-го разом з трьома іншими есмінцями здійснив вихід до острова Велья-Лавелья (найзахідніший в архіпелазі Нью-Джорджія) з метою прикриття загону барж, що призвело до нічного бою при Хораніу з кількома американськими есмінцями.
22 та 26 серпня 1943-го Хамакадзе разом зі ще щонайменше двома есмінцями здійснив евакуаційні виходи до затоки Реката на північному узбережжі острова Санта-Ісабель (тут, північніше від Нью-Джорджії, знаходилась база японської гідроавіації), при цьому перший довелось скасувати через присутність ворожих сил, а під час другого Хамакадзе отримав пошкодження від близьких розривів, максимальна швидкість кораблі впала до 20 вузлів. 31 серпня — 2 вересня есмінець супроводив з Рабаула на Трук мінний загороджувач «Цугару», а 12—18 вересня ескортував його та судно постачання «Ірако» до Йокосуки. Після цього Хамкадзе пройшов у Куре ремонт, під час якого демонтували одну з гармат головного калібру та встановили замість неї дві строєні установки 25-мм зенітних автоматів.
3—8 листопада 1943-го Хамкадзе ескортував з Куре на Трук важкий крейсер «Кумано». За кілька діб по тому він вийшов до району Палао (західні Каролінські острови), де підсилив охорону танкерного конвою, що прямував з Борнео та прибув на Трук 21 листопада.
20 листопада 1943-го американці розпочали операцію з оволодіння островами Гілберта. Хоча японці в підсумку так і не наважились протидіяти цій операції надводними кораблями, проте з 23 листопада по 5 грудня Хамкадзе та ще 4 есмінці охороняли 3 важкі крейсери, що виходили до Маршаллових островів, де певний час перебував на атолах Кваджелейн та Еніветок.
10—14 грудня 1943-го Хамкадзе здійснив транспортний рейс з Труку до острова Кусаїє (східні Каролінські острови) та назад. А 21 грудня 1943-го Хамакадзе виходив з Труку, щоб разом з трьома іншими есмінцями провести порятунок моряків з танкера «Терукава-Мару», що прямував на Сайпан і був потоплений підводним човном.
27 грудня 1943 — 2 січня 1944 Хамакадзе разом зі ще двома есмінцями супроводили з Труку до Куре авіаносець «Хійо» та легкий авіаносець «Рюхо». А з 6 по 26 січня 1944-го Хамакадзе разом зі ще одним есмінцем ескортував транспорт «Асака-Мару» з Йокосуки до Маршаллових островів (на атоли Кваджелейн та Еніветок), а потім на Трук.
Станом на початок лютого 1944-го японське командування вже розуміло, що подальше перебування великих сил флоту на Труці наражає їх на невиправдану небезпеку і розпочало вивід. 1—4 лютого Хамакадзе разом зі ще 4 есмінцями пройшов у охороні 2 лінкорів та 3 важких крейсерів на Палау. 8 лютого Хамакадзе повернувся на Трук і 10—13 лютого разом з 3 іншими есмінцям супроводив на Палау новий загін, який включав 4 важкі крейсери (а вже 17 лютого база на Труці була розгромлена під час рейду американського авіаносного з'єднання).
16—21 лютого 1944-го Хамакадзе пройшов у район Сінгапуру до якірної стоянки Лінгга, куди японське командування вирішило перемістити з Японії головні сили флоту (через дії підводних човнів на комунікаціях підвіз пального до метрополії був дуже ускладнений, тому вирішили базувати кораблі поближче до районів нафтовидобутку).
З 11 березня по 19 травня 1944-го Хамакадзе займався ескортуванням конвоїв та пройшов по маршруту Лінгга — Палау — Давао (південне узбережжя філіппінського острова Мінданао) — Таракан і Балікпапан (центри нафтової промисловості на східному узбережжі острова Борнео) — Сайпан (Маріанські острови) — Палау — Балікпапан і Таракан — Таві-Таві. До останнього з названих пунктів, який знаходиться на однойменному острові у філіппінському архіпелазі Сулу поблизу центрів нафтової промисловості Борнео, за кілька діб до прибуття Хамакадзе перейшли з Лінгга головні сили флоту, які готувались до відбиття неминучої атаки на основний оборонний периметр Імперії (Маріанські острови — Палау — західне завершення Нової Гвінеї). 23—25 травня Хамакадзе ескортував танкерний конвой з Таві-Таві до Давао, після чого майже три тижні ніс тут патрульно-ескортну службу.
12 червня 1944-го американці розпочали операцію з оволодіння Маріанськими островами і невдовзі головні сили японського флоту вийшли для контратаки. Хамакадзе разом з 7 іншими есмінцями та легким крейсером забезпечував охорону загону «В». 19—20 червня японці зазнали важкої поразки в битві у Філіппінському морі, при цьому Хамакадзе допомагав атакованому літаками авіаносцю «Хійо», а потім разом з есмінцем «Сігуре» провадив порятунок членів екіпажу цього корабля. За кілька діб головні сили японського флоту прибули до Японії.
8—20 липня 1944-го Хамакадзе супроводжував лінкори «Конго» та «Нагато» і важкий крейсер «Могамі» з Куре до Лінгга. 12—19 вересня Хамакадзе перейшов назад до Куре, а 22 вересня — 4 жовтня разом зі ще 3 есмінцями супроводив звідси до Лінгга лінкори «Фусо» та «Ямасіро».
18 жовтня 1944-го головні сили японського флоту полишили Лінгга для підготовки до протидії неминучій ворожій атаці на Філіппіни. Вони пройшли через Бруней, після чого розділились на два з'єднання. Хамакадзе увійшов до ескорту головних сил адмірала Куріти, які 24 жовтня пройшли через море Сібуян (внутрішня частина Філіппінського архіпелагу на південь від острова Лусон) під потужними ударами американської авіації. Хамкадзе надавав допомогу пошкодженому лінкору «Мусаші», а потім разом з есмінцем «Кійосімо» провадив порятунок моряків з цього корабля. Як наслідок, Хамакадзе відділився від головних сил та пройшов до Маніли (тоді як з'єднання Куріти вийшло у Філіппінське море та провело 25 жовтня бій біля острова Самар).
27 жовтня 1944-го Хамкадзе вийшов з Маніли, маючи першочергове завдання доставити фахівців з верфі ВМФ у Кавіте до Корону на східному завершенні архіпелагу Палаван (сюди прибували кораблі, пошкоджені в битвах попередніх днів), а потім пройшов до Брунею, де зосереджувались залишки японського флоту, і прибув туди 29 числа.
9—12 листопада 1944-го Хамакадзе виходив з Брунею до моря Сулу для підтримки операції із доставки підкріплень на острів Лейте (де й висадився перший десант союзників на Філіппінах).
16 листопада 1944-го Хамакадзе разом зі ще 3 есмінцями та легким крейсером розпочав ескортування 3 лінкорів, які японське командування вирішило перевести з Брунею до метрополії. Біля островів Спратлі до охорони приєднались 2 ескортні есмінці, проте вони супроводжували загін лише до Мако (база ВМФ на Пескадорських островах у південній частині Тайванської протоки). Вже після виходу до Східнокитайського моря кораблі були атаковані підводним човном, який потопив лінкор «Конго» та есмінець. Інші лінкори попрямували уперед під охороною одного есмінця та легкого крейсера, тоді як Хамакадзе та есмінець «Ісокадзе» провели порятунок вцілілих з «Конго» (есмінець «Уракадзе» після торпедування вибухнув і з нього не врятувався жоден член екіпажу). Після цього вони відновили свій рух на північ, а 24—25 жовтня супроводили лінкор «Нагато» із Внутрішнього Японського моря до Йокосуки.
28—29 листопада 1944-го Хамакадзе разом із двома іншими есмінцями супроводжували авіаносець «Сінано», який прямував з Йокосуки для добудови у Внутрішньому Японському морі. На цьому переході «Сінано» був торпедований та підводним човном.
31 грудня 1944-го Хамакадзе разом зі ще 3 есмінцями та легким авіаносцем «Рюхо» почали супроводження до конвою HI-87, який за кілька діб досягнув Формози. 8 січня 1945-го Хамакадзе отримав пошкодження унаслідок зіткнення з транспортом, після чого есмінець «Ісокадзе» супроводив його до Мако. Після аварійного ремонту Хамакадзе зміг перейти до Куре, де пройшов ще один етап відновлення.
6 квітня 1945-го Хамакадзе разом зі ще 7 есмінцями та легким крейсером вийшов для ескорту лінкора «Ямато», що вирушив у самогубну місію проти союзного флоту, який розпочав операцію на Окінаві. 7 квітня більшість загону разом з «Ямато» загинула від потужних атак авіації, зокрема, Хамакадзе отримав влучання бомбою і торпедою та затонув. Загинуло 100 членів екіпажу, проте есмінець «Хацусімо» зміг врятувати 257 моряків Хамакадзе.